# Liste d'écrivains malgaches
Cette liste recense les écrivains malgaches de toute époque, de toute langue :

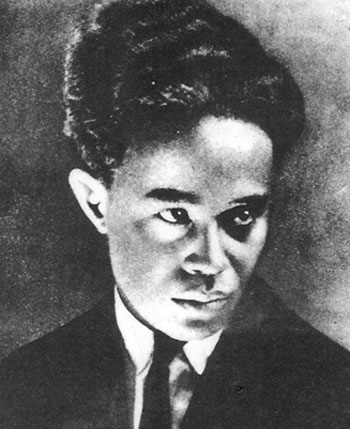
Jean-Joseph Rabearivelo.

## Liste alphabétique
- Elie-Charles Abraham (pt) (1919– ), poète[1].
- Georges Andriamanantena (1923-2008), dit Rado, journaliste, et poète.
- Sennen Andriamirado (1945-1997), journaliste et grand reporter.
- Victor Georges Andriananjason  (1940– ), musicien[2].
- Dox (1913-1978), de son vrai nom Jean Verdi Salomon Razakandraina, poète, dramaturge.
- David Jaomanoro (1953– ), poète, nouvelliste et dramaturge.
- Lucien Xavier Michel-Andrianarahinjaka (1929-1997)
- Esther Nirina (Esther Ranirinaharitafika) (1932– ), poétesse[1].
- Hajasoa Vololona Picard-Ravololonirina (1956– ), académicien, homme politique et poète[1].
- Nestor Rabearizafy (1949-)[3]
- Jean-Joseph Rabearivelo (1903–1937), poète et romancier[1],[2],[4].
- Jacques Rabemananjara (1913–2005 ), poète, dramaturge et homme politique[2],[4].
- Raymond William Rabemananjara (1913– ), historien[1].
- Fidelis Justin Rabetsimandranto (1907–1966), romancier et dramaturge[2].
- Charlotte Arisoa Rafenomanjato (1936–2008), traductrice[1].
- Raphaël Louis Rafiringa (1856-1919), religieux catholique
- Antoine de Padoue Rahajarizafy (1911-1974), prêtre jésuite, pédagogue et philosophe.
- Pasteur Rahajason (1897-1971)
- Jean-Luc Raharimanana[5] (1967– ), écrivain en langue française.
- Elie Rajaonarison (1951–2010), poète.
- Régis Rajemisa-Raolison (1913– ), éducateur et poète[1],[2].
- Michèle Rakotoson (1948– ), journaliste, romancière, nouvelliste et dramaturge[1].
- Naivoharisoa Patrick Ramamonjisoa[6], dit Naivo (1960-), nouvelliste, et romancier.
- Ny Avana Ramanantoanina (1891-1940)[7]
- Flavien Ranaivo (1914– ), poète[1] ,[2].
- Esther Randriamamonjy (1933-)
- Narcisse Randriamirado (1954-)
- Pierre Randrianarisoa (1932-2010), historien, poète, diplomate et homme politique.
- Paul Rapatsalahy (1911-1988), journaliste.
- Samuel Ratany (1901-1926), poète.
- Clarisse Ratsifandrihamanana (1926-), poète.
- Johary Ravaloson (1965-)[8] (1965), nouvelliste et romancier.
- Esther Razanadrasoa (1892-1931), poétesse.
- Charles Renel (1866-1925)
- Rodlish (1925- ?)
- Marie Ranjanoro (1990-), romancière
- Hary Rabary, romancière
- Serge Henri Rodin (1949-2024)
- Henri Rahaingoson alias Di (1938 - 2016)

## Liste chronologique

### 1800
- Raphaël Louis Rafiringa (1856-1919), religieux catholique
- Charles Renel (1866-1925)
- Rodlish (1890-1930 ?)
- Ny Avana Ramanantoanina (en) (1891-1940)[7]
- Esther Razanadrasoa (1892-1931), poétesse.
- Pasteur Rahajason (1897-1971)

### 1900
- Samuel Ratany (mg) (1901-1926), poète.
- Jean-Joseph Rabearivelo (1903–1937), poète et romancier[1],[2],[4].
- Fidelis Justin Rabetsimandranto (1907–1966), romancier et dramaturge[2].

### 1910
- Paul Rapatsalahy (1911-1988), journaliste.
- Antoine de Padoue Rahajarizafy (1911-1974), prêtre jésuite, pédagogue et philosophe.
- Raymond William Rabemananjara (1913– ), historien[1].
- Régis Rajemisa-Raolison (1913– ), éducateur et poète[1],[2].
- Jacques Rabemananjara (1913–2005 ), poète, dramaturge et homme politique[2],[4].
- Dox (1913-1978), de son vrai nom Jean Verdi Salomon Razakandraina, poète, dramaturge.
- Flavien Ranaivo (1914– ), poète[1] ,[2].
- Elie-Charles Abraham (pt) (1919– ), poète[1].

### 1920
- Georges Andriamanantena (1923-2008), dit Rado, journaliste, et poète.
- Clarisse Ratsifandrihamanana (1926-), poète.
- Lucien Xavier Michel-Andrianarahinjaka (1929-1997)

### 1930
- Esther Nirina (Esther Ranirinaharitafika) (1932– ), poétesse[1].
- Henri Rahaingoson alias Di (1938 - 2016)
- Pierre Randrianarisoa (1932-2010), historien, poète, diplomate et homme politique.
- Charlotte Arisoa Rafenomanjato (1936– ), traducteur[1].

### 1940
- Victor Georges Andriananjason  (1940– ), musicien[2].
- Sennen Andriamirado (1945-1997), journaliste et grand reporter.
- Michèle Rakotoson (1948– ), journaliste, romancière, nouvelliste et dramaturge[1].
- Nestor Rabearizafy (1949-)[3]
- Serge Henri Rodin (1949-2024)

### 1950
- Narcisse Randriamirado (1950 ?)
- Élie Rajaonarison (1951–2010), poète.
- David Jaomanoro (1953– ), poète, nouvelliste et dramaturge.
- Hajasoa Vololona Picard-Ravololonirina (1956– ), académicien, homme politique et poète[1].

### 1960
- Naivoharisoa Patrick Ramamonjisoa[6], dit Naivo (1960-), nouvelliste, et romancier.
- Johary Ravaloson[8] (1965), nouvelliste et romancier.
- Jean-Luc Raharimanana[5] (1967– ), écrivain en langue française.

### 1970
- Esther Randriamamonjy (1980 ?)

### Source de la traduction
- (en) Cet article est partiellement ou en totalité issu de l’article de Wikipédia en anglais intitulé « List of Malagasy writers » (voir la liste des auteurs).